# Тульчинський район
Тульчинський район (Тульчинщина) — район Вінницької області в Україні, утворений 2020 року. Адміністративний центр — місто Тульчин. Площа — 3856,4 км² (14,6% від площі області), населення — 154,8 тис. осіб (2020).

## Історія
Район створено відповідно до постанови Верховної Ради України № 807-IX від 17 липня 2020 року.

## Громади району
До його складу увійшли:
- Міська
  - Тульчинська
- Сільські
  - Городківська
  - Студенянська
- Селищні
  - Крижопільська
  - Брацлавська
  - Піщанська
  - Вапнярська
  - Томашпільська
  - Шпиківська

Раніше територія району входила до складу Тульчинського (1923—2020), Крижопільського, Піщанського, Немирівського, Томашпільського районів, ліквідованих тією ж постановою.